# Али Мекбил
Али Мекбил (енгл. Ally McBeal) је награђивана америчка ТВ серија која се емитовала на телевизији Фокс од 8. септембар 1997. до 20. мај 2002. Аутор и извршни продуцент серије је Дејвид Е. Кели. Главну улогу младог адвоката запослене у измишљеној бостонској адвокатској фирми „Кејџ, Фиш и сарадници“ тумачи Калиста Флокхарт. Серија прати и животе осталих адвоката чији су животи и љубави ексцентрични, комични и 
драматични.

## Сезоне
| Сезона | Сезона | Епизода | Премијерно емитовање | Премијерно емитовање |
| Сезона | Сезона | Епизода | Почетак емитовања    | Завршетак емитовања  |
| ------ | ------ | ------- | -------------------- | -------------------- |
|        | 1      | 23      | 8. септембар 1997.   | 18. мај 1998.        |
|        | 2      | 23      | 14. септембар 1998.  | 24. мај 1999.        |
|        | 3      | 21      | 25. октобар 1999.    | 22. мај 2000.        |
|        | 4      | 23      | 12. октобар 2000.    | 21. мај 2001.        |
|        | 5      | 22      | 29. октобар 2001.    | 20. мај 2002.        |